# Hemiphileurus simplex
Hemiphileurus simplex är en skalbaggsart som beskrevs av Heinrich Bernward Prell 1914. Hemiphileurus simplex ingår i släktet Hemiphileurus och familjen Dynastidae. Inga underarter finns listade i Catalogue of Life.